# (100356) 1995 TC7
(100356) 1995 TC7 es un asteroide perteneciente al cinturón de asteroides, descubierto el 15 de octubre de 1995 por el equipo del Spacewatch desde el Observatorio Nacional de Kitt Peak, Arizona, Estados Unidos.

## Designación y nombre
Designado provisionalmente como 1995 TC7.

## Características orbitales
1995 TC7 está situado a una distancia media del Sol de 2,405 ua, pudiendo alejarse hasta 2,927 ua y acercarse hasta 1,883 ua. Su excentricidad es 0,217 y la inclinación orbital 2,256 grados. Emplea 1362 días en completar una órbita alrededor del Sol.

## Características físicas
La magnitud absoluta de 1995 TC7 es 16,8.